# Serie A2 (calcio femminile)
La Serie A2 è stata per importanza il secondo campionato del calcio femminile italiano. Come il massimo campionato, anch'esso era costituito da squadre dilettantistiche ed organizzato dalla Lega Nazionale Dilettanti.
Dalla stagione 2013-2014 il termine di Serie A2 è sparito ed è stato rinominato in Serie B.

## Storia
Fu istituita a livello nazionale nella stagione 2002-2003. Inizialmente era costituita da un solo girone, venne poi allargata a due gironi da dodici squadre nella stagione 2003-2004.
Nella stagione 2011-2012 viene ulteriormente allargata la competizione a quattro gironi, di cui tre a quattordici squadre mentre uno a undici, mentre in quella successiva, il numero delle squadre scende a 44, divise in 4 gironi.
| Periodo           | Partecipanti         |
| 2002-03           | 12                   |
| 2003-04 - 2010-11 | 24 su due gironi     |
| 2011-12 - 2012-13 | 53 su quattro gironi |

## Albo d'oro
| Anno    | 1º posto          | 2º posto           |
| ------- | ----------------- | ------------------ |
| 2002-03 | Vallassinese      | Reggiana           |
| Anno    | Girone A          | Girone B           |
| 2003-04 | Atletico Oristano | Vigor Senigallia   |
| 2004-05 | Atalanta          | M. Matese Bojano   |
| 2005-06 | Porto Mantovano   | Firenze            |
| 2006-07 | Riozzese          | Trento             |
| 2007-08 | Venezia 1984      | Roma CF            |
| 2008-09 | Brescia           | Lazio CF           |
| 2009-10 | Mozzanica         | Upea Orlandia 97   |
| 2010-11 | ACF Milan         | Riviera di Romagna |

| Anno    | Girone A            | Girone B  | Girone C      | Girone D | Vincente play-off |
| ------- | ------------------- | --------- | ------------- | -------- | ----------------- |
| 2011-12 | Fortitudo Mozzecane | Pordenone | Grifo Perugia | Napoli   | Siena             |

| Anno    | Girone A | Girone B     | Girone C     | Girone D |
| ------- | -------- | ------------ | ------------ | -------- |
| 2012-13 | Scalese  | Valpolicella | Inter Milano | Res Roma |